# Gyronotus fimetarius
Gyronotus fimetarius är en skalbaggsart som beskrevs av Hermann Julius Kolbe 1894. Gyronotus fimetarius ingår i släktet Gyronotus och familjen bladhorningar. Inga underarter finns listade i Catalogue of Life.